# Wieslochia weissi
Wieslochia weissi — викопний вид горобцеподібних птахів, що існував у ранньому олігоцені в Європі.

## Рештки
Викопні рештки птаха знайдено у глиняному кар'єрі неподалік міста Віслох на південному сході Німеччини. Голотип — це розчленований частковий скелет на двох плитах. Згодом у цьому горизонті знайдено ще один зразок, що складається з нижньої щелепи та черепа.